# Station Lostock Hall
Lostock Hall is een spoorwegstation van National Rail in Lostock Hall, South Ribble in Engeland. Het station is eigendom van Network Rail en wordt beheerd door Northern Rail. Het station is geopend in 1984.

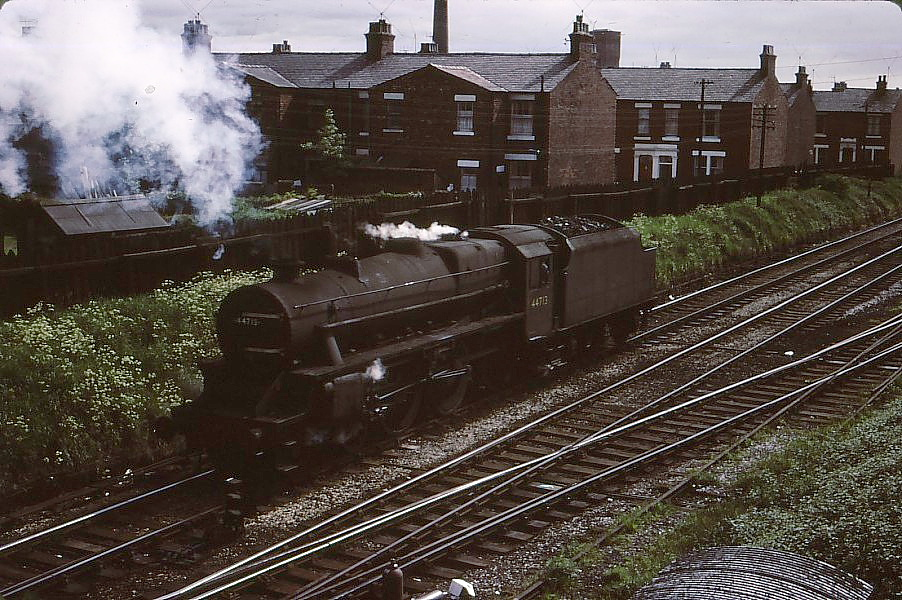
Nabij station Lostock Hall, 1967